# Ta veseli dan ali Matiček se ženi
Ta veseli dan ali Matiček se ženi je gledališka igra Antona Tomaža Linharta. Je priredba Beaumarchaisove satire Veseli dan ali Figarova svatba, ki je bila tedaj najbolj revolucionarna komedija v svetovni literaturi. Beaumarchais se je moral dolgo otepati s cenzuro, preden je veseloigra leta 1784 prišla na oder Théâtre Français. Na Dunaju je tedaj niso smeli uprizoriti, je pa v nemško govorečem prostoru izšla leta 1785 knjižno pri založbi Dessau v Leipzigu. Linhart je upal, da bo poslovenjena in predelana morda ušla odrski cenzuri, vendar se je uštel. Komedija Ta veseli dan ali Matiček se ženi je v knjigi izšla leta 1790, cenzura pa je bila premočna, da bi dovolila tudi uprizoritev na odru, zato je bilo delo uprizorjeno šele leta 1848, po marčni revoluciji, in sicer v Novem mestu. Ta veseli dan je situacijska veseloigra, saj komične situacije povzročajo predvsem spletke, pasti, ki jih baronu pripravljajo protiigralci, pa tudi naključni dogodki. Linhartove osebe so smešne zaradi povsem običajnih človeških napak in slabosti. Tudi pozitivne osebe niso povsem brez njih. Ljubosumna sta oba - Matiček in baron.
Četrti prizor drugega dejanja je uglasbil slovenski skladatelj, Linhartov sodobnik Janez Krstnik Novak, v vokalno-instrumentalni skladbi z naslovom Figaro.

## Primerjava Beaumarchaisove in Linhartove komedije
- V Linhartovem delu je manj (12) nastopajočih oseb kot v originalu (16), družbeni položaj glavnih oseb je pomaknjen navzdol, npr. svetovljanski grof je zamenjan s podeželskim baronom, Nežka je ponižana od grofičine komornice v baroničino hišno, pustolovski Figaro, ki je študiral kemijo, farmacijo in okusil vse mogoče poklice - od živinozdravnika do dramatika, faraonovega blagajnika, časnikarja in brivca - pa v graščinskega vrtnarja Matička.
- Zamenjana so krajevna imena in imena oseb, nekatera tako, da označujejo značaje (Naletel, Zmešnjava, Budalo, Žužek) in omogočajo besedne igre.
- Špansko okolje je Linhart spremenil v slovensko podeželje.
- Nekatere satirične osti, naperjene na kritiko francoske družbe, so odpadle; dodane pa so take, ki so živo zadevale naše razmere (sodstvo, uradni jezik, šolstvo ...).
- Linhart je Figarovo svatbo nacionaliziral, tj. ponarodil.

## Povzetek vsebine
Pripravljata se na poroko. Dogodki se zapletejo in razpletejo v enem dnevu.

### Prvo dejanje
Baronu je bila Nežka všeč in Matičku ni šlo v račun, da jo je hotel imeti zase in da je za posredovalca najel graščinskega tajnika Žužka. Matičku je grozilo tudi sodišče: Smrekarica z Gobovega gradu, kjer je nekdaj služil, ga je tožila, da ji ni vrnil 200 kron in da jo je zato dolžan vzeti za ženo, kakor je obljubil. Nadaljnji prizori, zasnovani na položajski komiki, razkrivajo vrsto zadreg, katerih središče je študent Tonček. Ta se je mudil na gradu na počitnicah; sukal se je okoli Nežke in okoli županove hčere Jerice, rad pa je podvoril tudi baronici Rozali, Naletelovi ženi, ki je bila Tončku botrica. Baron ga ni trpel in ga je pognal z gradu. Tonček je bil žalosten, ker je moral v Ljubljano, a mu je Matiček svetoval, naj se z gradu odpelje in skrivoma vrne.

### Drugo dejanje
Nežka je razkrila gospe, da jo baron zalezuje in da hoče preprečiti njeno poroko z Matičkom, ta pa je obema razodel svoj načrt. V baronu bo zbudil ljubosumje na gospo, zato je po pisarju Budalu zanj že oddal pismo, češ da se gospa sestaja z nekim gospodom, a pismo da je dobil od nekega kmeta. Nežki je predlagal, naj baronu obljubi zaželeni sestanek. Vse pa je uredil tako, da se bo v gozdičku z baronom sestal Tonček, preoblečen v njeno obleko. Matičkovo »svarilno pismo« baronu je »vžgalo«. Baron je iskal gospo v trenutku, ko sta Nežka in gospa preoblačili Tončka, ki je bil spet na gradu, v Nežkino obleko. Sumljivo se mu je zdelo, zakaj se je gospa zaklenila. Slede šaljivi prizori skrivanja. Baron je hotel s silo odpreti vrata, ker je mislil, da je v njej skrit neznani gospod. Gospa mu je v stiski priznala, da je v sobi Tonček. Na koncu se je izkazalo, da je bila v sobi Nežka. Baron je bil prepričan, da se gospa iz njega norčuje, in jo je prosil odpuščanja. Gospa pa je bila začudena, ker ni vedela za Tončkov beg skozi okno. Baron je tu prvič »naletel«. Tedaj je Žužek prinesel akte in med njimi Smrekaričino tožbo. Baron je zagrozil Matičku, da ga bo prisilil v poroko s Smrekarico. Gospa je sklenila, da bo šla v gozdiček sama v Nežkini obleki.

### Tretje dejanje
V graščinski pisarni so potekale priprave za sodno obravnavo. Baron je hotel še tisti dan razčistiti Matičkovo zadevo s Smrekarico. Nežka je obljubila, da bo prišla v gozdiček, če ji bo dal doto, zato se je baron veselil »zmage«, Nežka pa, da bo plačala Matičkov dolg Smrekarici. Pisar Budalo se je med delom pritoževal advokatu Zmešnjavi, kakšni so kmetje: če jim ni kaj prav, že vpijejo o pravici; šolo jim hočejo napraviti, a je kmetje sami nočejo. Matičku so hoteli soditi v nemškem jeziku, a se je uprl in zahteval pravdo v jeziku, ki ga je razumel, to je v slovenščini, kar je dokaz narodne zavednosti (vrh komedije). Obravnava proti Matičku se je končala v njegovo korist, saj se je na koncu izkazalo, da je graščinski tajnik Žužek Matičkov oče, Smrekarica pa njegova mati. Žužek je sklenil, da se bo poročil s Smrekarico. Tako je baron drugič »naletel«.

### Četrto dejanje
Matiček in Nežka sta se veselila svoje sreče. Nežka je obljubila Matičku, da zvečer ne bo šla v gozdiček in da ljubi samo njega. Brez vednosti Matička sta se dogovorili, da bo šla na sestanek gospa v Nežkini obleki. Za barona sta pripravili pismo, ki ga je Nežka spela z iglo. Tedaj so prišla dekleta in gospe prinesla rože. Med njimi je bil tudi študent Tonček, preoblečen v deklico. Toda baron ga je prepoznal in bi se nad njim znesel, če se zanj ne bi zavzela Jerica. Nato so dekleta pela baronu v čast, Nežka pa se mu je približala, da bi ji na glavo posadil venec nedolžnosti, kot je želel Matiček. Tedaj mu je dala pismo, baron pa je iglo izročil Jerici in ji naročil, naj jo na samem vrne Nežki in ji pove, da jo bo čakal pod veliko lipo na vrtu. Na poti je Jerica srečala Matička in mu razodela Nežkine namere. Ljubosumni Matiček je sklenil Nežko zasledovati.

### Peto dejanje
Matiček je naročil Jerici, da se mora skriti v utici na vrtu v gozdičku in stopiti iz nje z lučjo, ko ji bo zažvižgal. Sam se je skril s fanti in opazoval, kako se bo baron sestal z Nežko. Prišli sta gospa in Nežka; prva je bila oblečena kot Nežka, druga kot gospa. Nastala je igra zamenjav. Tonček je dvoril baronici, saj misli, da je Nežka; baron je dvoril svoji ženi, misleč, da je Nežka. Matiček je prvi spoznal, da je Nežka preoblečena v gospo, in je bil ves srečen, da ga ljubi in ne vara z baronom. Tudi sam se je vključil v igro zamenjav in začel dvoriti baronici. Baron pa je bil prepričan, da njegovo gospo spremlja moški, ki je bil zjutraj pri njej. Videl je, da jo je odpeljal v utico in je ves besen zdivjal za njima. Zgrabil je moškega in na svoje presenečenje v njem spoznal Matička. Jerica je v nastali zmešnjavi prinesla luč. Baron je ogorčen zahteval kazen za svojo gospo, nazadnje pa spoznal, da je preoblečena v Nežko. Osramočen je bil pred vsemi; tretjič je »naletel«. Matičku in Nežki so se odprla vrata do poroke: Nežka je dobila svojo doto, Matiček pa je celo našel svoje starše, ki resda niso bili žlahtna gospoda, a so le bili boljši od Ciganov.

## Interpretacija
V delu se srečamo s staro komedijsko temo: boj socialno nadrejenega zapeljivca za ljubezen podrejenega dekleta, ki ji pomagajo večinoma njej enaki mali ljudje, ki se slednjič izkažejo za bistrejše od gospodarja in slavijo zmago nad njim. Boj med plemstvom (baron, baronica) in preprostim človekom (Nežka, Matiček) je bil neizbežen, ker je plemstvo omejevalo njegove pravice. Vendar je bila prihodnost na strani preprostega ljudstva, ker je bilo pametnejše, spretnejše in vztrajnejše. Prevladujejo ideje naravnega prava: v življenju naj ne odločajo fevdalni privilegiji, marveč naravna človeška sposobnost, bistrost... Z baronovim zalezovanjem Nežke je Linhart pokazal tudi moralno pokvarjenost plemstva. Budalo in Zmešnjava predstavljata nazadnjaško uradništvo, saj nasprotujeta razsvetljenskim reformam (nasprotujeta kresijam, uradom, ki so vsaj do neke mere ščitili podložnike pred plemiči; pritoževala sta se nad kmeti, ki so zahtevali več pravic, pritoževala sta se nad šolo, ki so jo uvedli tudi za kmečke otroke, a so jo ti na srečo odklanjali). Budalo in Zmešnjava se sama označita in to je najzanimivejši prizor v komediji, ki ga je Linhart sam dodal, ne da bi se naslanjal na Beaumarchaisa ali kako drugo predlogo. Zagotovo ne slučajno, saj ima osrednje mesto: pred njim je 36 prizorov, za njim pa 37.
Tudi sodna obravnava je naperjena proti sodstvu, saj je po fevdalni navadi plemič tožnik in razsodnik. Pomembna pa je Matičkova zahteva, naj mu obtožnico preberejo v slovenščini in ne v njemu nerazumljivi nemščini. S tem je Linhart napadel cesarske odredbe, češ da je uradni jezik na Slovenskem le nemščina, in zahteval, naj se narod upira potujčevanju.
V Matičku je Linhart za osnovo jezika izbral gorenjščino, vendar jo je obarval z dolenjskimi knjižnimi oblikami (književna tradicija na Slovenskem). Ta jezik je zelo živ, naraven in nazoren, poln ljudskih rekel, a ne brez germanizmov. Ni pa določen po socialnem položaju govorečih oseb. Gospoda govori tako kot kmetje, v igri pa prevladuje vedrina. V slogu celotne komedije prepoznamo nekatere poteze rokokoja.
S tem delom je Linhart dokazal, da je slovenski jezik prav tako zvočen in bogat kot drugi jeziki, da je primeren za odrsko ustvarjanje in da ni le jezik hlapcev, ampak tudi umetnikov.

## Vir
Filip Kalan: Anton Tomaž Linhart. Ljubljana: Partizanska knjiga, 1979. (COBISS)